# 密花兰属
密花兰属（学名：Diglyphosa）是兰科下的一个属，为陆生兰。该属共有3种，分布于热带喜马拉雅至东南亚和新几内亚岛。